# Aneksja Tybetu przez Chińską Republikę Ludową
Chińska Armia Ludowo-Wyzwoleńcza pokonała tybetańską armię pod Czamdo 7 października 1950. Atak ten rozpoczął kampanię Pekinu mającą na celu przyłączenie Tybetu do Chińskiej Republiki Ludowej. Zachodnie i tybetańskie źródła nazywają tę akcję zbrojną inwazją. W Chinach to wydarzenie nazywane jest „pokojowym wyzwoleniem Tybetu” (和平解放西藏).

## Tło historyczne
W 1911 roku, po wybuchu w Chinach rewolucji Xinhai i obaleniu dynastii Qing, wybuchły zamieszki w szeregach stacjonujących w Tybecie wojsk chińskich, które wystąpiły przeciwko ambanowi. Republikanie wezwali żołnierzy do powrotu do domu. Korzystając z okazji Tybetańczycy zaatakowali chiński garnizon, rząd w Lhasie wypowiedział Chinom wojnę, a władzę w kraju przejął Departament Wojenny i zgromadzenie narodowe. Po negocjacjach z Brytyjczykami wojska chińskie zostały wycofane przez terytorium Indii. W kwietniu 1912 roku nowy republikański rząd Chin ogłosił zniesienie dotychczasowej autonomii Tybetu, Mongolii Zewnętrznej i Xinjiangu i traktowaniu ich odtąd jak zwykłe chińskie prowincje. W styczniu 1913 roku do Lhasy wrócił z wygnania XIII Dalajlama, ogłaszając niepodległość Tybetu. Deklarację niepodległości uznała jedynie, na zasadzie wzajemności, Mongolia Zewnętrzna.
W odpowiedzi na tybetańską deklarację niepodległości Wielka Brytania ogłosiła, że nadal uznaje Chiny za suwerena Tybetu, jednocześnie sprzeciwiając się ewentualnemu zbrojnemu rozwiązaniu konfliktu. Na konferencji w Simli na przełomie 1913 i 1914 roku z udziałem strony chińskiej, tybetańskiej i brytyjskiej ustalono podział Tybetu na część wewnętrzną, która miała zostać przyłączona do Chin, i zewnętrzną, znajdującą się pod chińskim protektoratem. Porozumienie to nie weszło w życie wskutek sprzeciwu strony tybetańskiej wobec chińskiego projektu przeprowadzenia linii granicznej. Wojska tybetańskie wyparły Chińczyków z części Khamu, który w 1918 podzielono na część chińską i tybetańską.
XIII Dalajlama opowiadał się za pełną niepodległością Tybetu, na skutek czego kolejne próby rozmów chińsko-tybetańskich w latach 20. i 30. nie przynosiły rezultatów. Po śmierci XIII Dalajlamy Tybet zaczął pogrążać się w izolacji. Jej wyrazem była m.in. odmowa na transport brytyjskiej pomocy dla walczących z Japonią Chin. W 1942 roku rząd Stanów Zjednoczonych zapewnił Czang Kaj-szeka, że uznaje chińskie pretensje wobec Tybetu.

## Przebieg

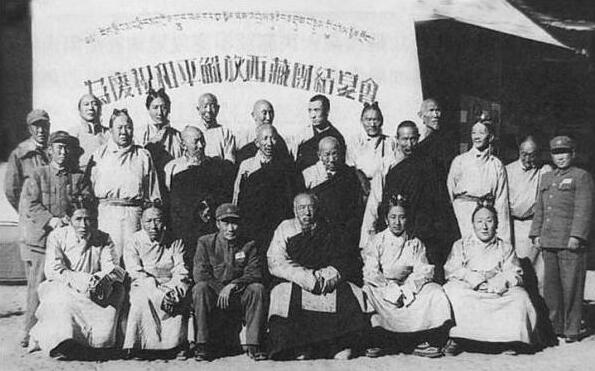
Chińscy i tybetańscy przywódcy na oficjalnym przyjęciu z okazji „pokojowego wyzwolenia”

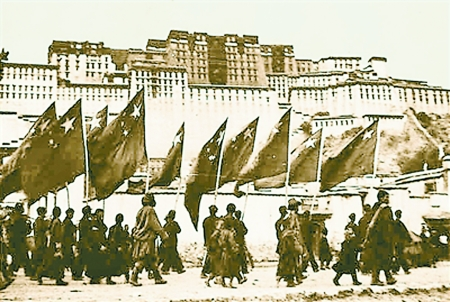
Oddziały chińskie wkraczają do Lhasy, październik 1951

W styczniu 1950 roku premier Indii Jawaharlal Nehru nawiązał stosunki dyplomatyczne z rządem Chińskiej Republiki Ludowej i potwierdził prawa Chin jako suwerena Tybetu.
Według Samdhong Rinpoche i XIV Dalajlamy, 1 stycznia 1950 Chiny obiecały „wyzwolić” Tybet. Chińska Armia Ludowo-Wyzwoleńcza wkroczyła do wschodniego Tybetu (Czamdo) 7 października 1950. Szybko przemieszczające się chińskie jednostki otoczyły (mając przewagę liczebną) tybetańskie oddziały. Obrońcy podjęli walkę pod Qamdo, ale musieli skapitulować wobec odcięcia ich od stolicy i przewagi chińskiej.  19 października kolejnych 5 tys. tybetańskich żołnierzy poddało się. Po konfiskacie ich broni, chińscy żołnierze przeprowadzili wśród nich ideologiczne pogadanki nt. socjalizmu i podarowali im niewielkie kwoty pieniędzy, po czym pozwolono im wrócić do domów.
Chińska armia kontynuowała marsz do centralnego Tybetu, lecz zatrzymała się około 200 km od Lhasy (miejsce to zostało nazwane przez Chińczyków „granicą Środkowego Tybetu”) i zażądała od Tybetu poddania się „pokojowemu wyzwoleniu”.
Chińczycy, mimo posiadania przytłaczającej przewagi militarnej, starali się również pozyskać przychylność mieszkańców Tybetu. Miejscowa ludność była traktowana bardzo dobrze, budowano drogi, a zatrudnionym Tybetańczykom płacono za wykonaną pracę. Według Dalajlamy, chińska armia nie atakowała cywilnej ludności: Chińczycy byli bardzo zdyscyplinowani. Byli jak brytyjscy żołnierze (w 1904). Nawet lepsi od Brytyjczyków, ponieważ rozdali trochę pieniędzy (mieszkańcom i lokalnym władcom). Dokładnie to zaplanowali.
Chińczycy wysłali oswobodzonych więźniów (wśród nich był Ngapo Ngałang Dzigme, uprowadzony gubernator Khamu), by negocjowali z Dalajlamą w ich imieniu. Chiny obiecały, że jeśli Tybet pozwoli się „pokojowo wyzwolić”, to tybetańskie elity zachowają swoje przywileje i siłę. W tym samym czasie Dzigme i inni oswobodzeni poświadczali, że byli dobrze traktowani przez Chińczyków. 7 listopada 1950 rząd tybetański zwrócił się do ONZ z prośbą o wysłanie do Tybetu misji. Wielka Brytania i Indie wniosły o odłożenie sprawy, ZSRR uznał Tybet za integralną część Chin, a postulat rządu tybetańskiego poparł jedynie rząd Salwadoru. Ostatecznie, ONZ nie zainteresowała się sprawą, ponieważ chińska armia zatrzymała się i postawiła na pokojowe negocjacje. Militarna presja, raporty o dobrym traktowaniu i brak międzynarodowego wsparcia przekonały Tybetańczyków do rozpoczęcia negocjacji z chińską armią.
Kilka miesięcy później, w maju 1951, reprezentanci Tybetu podpisali w Pekinie siedemnastopunktowe porozumienie z rządem Chińskiej Republiki Ludowej, potwierdzając chińskie zwierzchnictwo nad Tybetem. Porozumienie było ratyfikowane w Lhasie kilka miesięcy później.

## Statystyki

### Tybetańczycy i zachodnie rządy
Tybetańczycy i niektóre zachodnie rządy oskarżyły Chińską Republikę Ludową o stosowanie terroru po zakończeniu inwazji, która według nich doprowadziła do śmierci blisko 1,2 miliona Tybetańczyków. Chiny zdecydowanie zaprzeczają tym doniesieniom. Badacze również podają w wątpliwość te dane, ponieważ oficjalny spis ludności w Tybecie z 1953 zanotował tylko 1,27 miliona mieszkańców.

### Samdhong Rinpocze i XIV Dalajlama
Według Samdhong Rinpocze i czternastego Dalajlamy, w 1962 roku zostało tylko 70 z 2500 klasztorów w Tybetańskim Regionie Autonomicznym, a blisko 93% mnichów zostało zmuszonych siłą do opuszczenia swych klasztorów. Podają oni, że w latach 1950-1976 straty wśród ludności tybetańskiej przedstawiają się następująco: 173 221 Tybetańczyków zginęło w więzieniach i obozach pracy, 156 758 zostało straconych, 342 970 zmarło z głodu, 432 705 zginęło w walkach i powstaniach, 92 731 przez tortury i 9002 przez samobójstwo.

## Następstwa

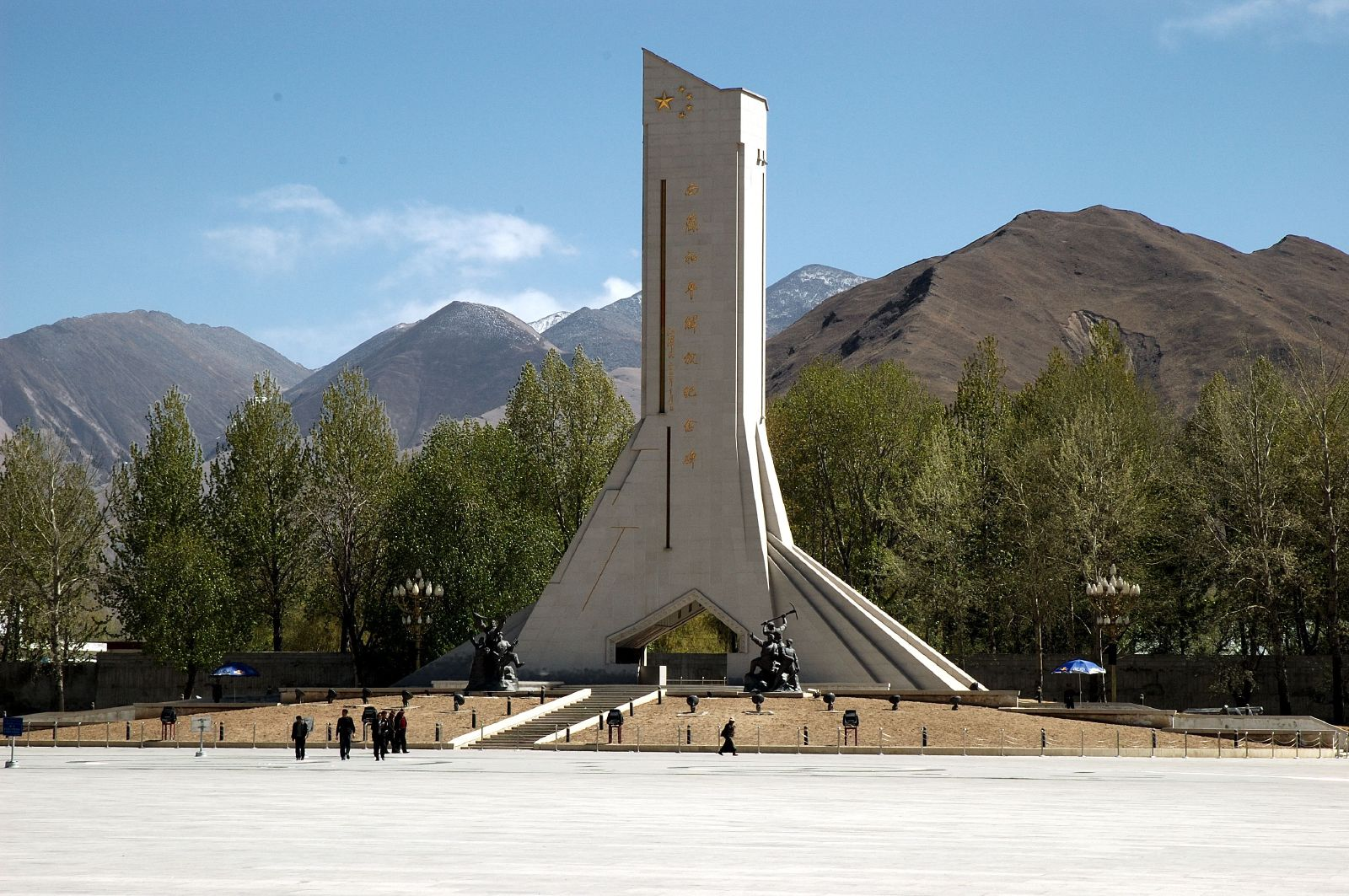
Pomnik Pokojowego Wyzwolenia Tybetu, wzniesiony w Lhasie w 2001 roku

29 kwietnia 1954 Indie podpisały porozumienie z Chinami, uznając terytorium Tybetu za integralną część Chin.
Część populacji Tybetu była chłopami pańszczyźnianymi, którzy przynależeli do ziemi należącej do klasztorów i tybetańskich arystokratów. Tybetańscy uchodźcy zaznaczali jednak, że chłopi pańszczyźniani stanowili bardzo mały procent społeczeństwa i argumentowali, że Tybet uwspółcześniłby się sam, bez interwencji Chin. Jednakże rząd chiński twierdził, że w 1951 duża część Tybetańczyków była wciąż poddanymi i oświadczył, że tybetański rząd hamował rozwój kraju podczas swych samodzielnych rządów w latach 1913-1959 i sprzeciwiał się wszelkim propozycjom modernizacji kraju, zaproponowanym przez Chiny.
Siedemnastopunktowe porozumienie zostało należycie wprowadzone w życie w Tybecie. Jednakże, wschodni Kham i Amdo znajdowały się poza zasięgiem władzy administracyjnej tybetańskiego rządu w Lhasie i były traktowane jak pozostałe chińskie prowincje – włączając w to pełną redystrybucję ziemi. W 1954 XIV Dalajlama i X Panczenlama udali się do Pekinu. Rezultatem wizyty było powołanie rok później Komitetu Przygotowawczego do ustanowienia Tybetańskiego Regionu Autonomicznego. Z tego powodu w tych prowincjach wybuchł bunt w 1956, wspierany przez amerykańskie CIA, który rozprzestrzenił się na Lhasę i przerodził w powstanie tybetańskie, które skończyło się porażką tybetańskich partyzantów i przymusową ucieczką Dalajlamy do Indii. Opór trwał jednak aż do 1972, kiedy to CIA nagle skończyło wspierać partyzantów.